# وادي الهدك (نخل)
وادي الهدك منطقة سكنية تقع في ولاية نخل، التابعة لمحافظة جنوب الباطنة في سلطنة عمان. يقدر عدد سكانها بـ 4 نسمة حسب إحصاء عام 2010 التابع للمركز الوطني للإحصاء والمعلومات الحكومي. رمز المنطقة هو 70320070.

## الوصلات الخارجية
- المركز الوطني للإحصاء والمعلومات، سلطنة عمان